# Bernd Hof
Bernd Hof (* 1945) ist ein deutscher Wirtschaftswissenschaftler und ehemaliger Professor an der International School of Management (ISM) in Dortmund. Seine Forschungsschwerpunkte umfassen die Volkswirtschaft, Empirische Wirtschaftsforschung und insbesondere die Bevölkerungs- und Arbeitsmarktpolitik.
Von 1973 bis 2001 war er am Institut der deutschen Wirtschaft in Köln tätig.

## Wissenschaftliches Werk
Hof veröffentlichte mehrere Bücher und zahlreiche Aufsätze, die sich mit den Auswirkungen der demografischen Entwicklung auf den Arbeitsmarkt und die sozialen Sicherungssysteme befassen.